# Ludovic Gervaize
Ludovic Gervaize, né le 15 février 1857 à Nancy (Meurthe-et-Moselle) et mort le 9 décembre 1939 à Cannes (Alpes-Maritimes), est avocat, journaliste et homme politique nationaliste français 

## Biographie
Ludovic Gervaize est le fils d'un percepteur des contributions et d'une fille d'un officier en retraite. Il fait des études de droit à Nancy et devient avocat en 1897. Il collabore à la feuille L'Antijuif qui appartient à Jules Guérin. En 1898, il se présente aux élections législatives à Nancy contre Maurice Barrès, avec le soutien de la droite cléricale, et le bat au second tour. Il s'inscrit rapidement dans le groupe antijuif présidé par Édouard Drumont. Il combat le gouvernement Waldeck-Rousseau et demande de réprimer l'usage de noms qui ne figurent pas dans les actes de naissance. Réélu en 1902 en tant que « nationaliste et antisémite » mais restant républicain, il siège alors dans le Groupe républicain nationaliste et prend ses distances avec Guérin en 1903 mais vote contre Combes et contre la Loi de séparation des Églises et de l'État. Il est l'un des animateurs d'un groupe libéral progressiste avec Jules Brice et Ferri de Ludre à Nancy et fait partie avec eux et Corrard des Essarts à l'Union de la paix sociale. Il est par contre battu en 1906 et il quitte alors la vie politique.

## Sources
- « Ludovic Gervaize », dans le Dictionnaire des parlementaires français (1889-1940), sous la direction de Jean Jolly, PUF, 1960 [détail de l’édition]
- Jean El Gammal, François Roth et Jean-Claude Delbreil, Dictionnaire des Parlementaires lorrains de la Troisième République, Serpenoise, 2006 (ISBN 2-87692-620-2 et 978-2-87692-620-2, OCLC 85885906, lire en ligne), p. 152-153